# Arkansas flagga
Arkansas flagga antogs 1913, men ändrades något 1924. Arkansas blev amerikansk delstat 1836. 
I Arkansas flagga kan man se tydliga likheter med Rebellflaggan som oftast associeras med Amerikas konfedererade stater. Arkansas flagga är dock tillräckligt egenartad för att i dag inte omedelbart förknippas med denna (jämför med Mississippis tidigare flagga).
I flaggans centrum finns en diamant som symboliserar att Arkansas är den enda av USA:s delstater där diamanter har brutits i industriell omfattning. I diamantens blå fält finns 25 vita stjärnor som symboliserar att Arkansas blev unionens 25:e delstat 1836. I diamantens vita fält finns förutom texten "ARKANSAS", fyra blå stjärnor. De tre nedre stjärnorna symboliserar nationerna som styrt över Arkansas – Spanien, Frankrike och USA. Den blå stjärnan ovanför delstatsnamnet representerar den tid då Arkansas var en av delstaterna inom Amerikas konfedererade stater under inbördeskriget 1861–1865.